# Motirô
Motirô é um grupo de rap brasileiro formado na cidade de São Paulo no ano de 2003. O grupo é formado por Lino Krizz e DJ Hum, e anteriormente também pelo rapper C4bal.
O Motirô é formado por 25 pessoas, e é uma junção de sons e artistas, composta de baixo, bateria, metais (saxofone e trompete), percussão, teclado e dois vocais de apoio. Também conta com os cantores Mara Nascimento, Tio Fresh e o rapper De La Souza, que rima em espanhol.

## História
O grupo surgiu em 2003 como um projeto de DJ Hum, conhecido por sua parceria com o rapper Thaíde, e dos rappers C4bal e Lino Krizz. Segundo DJ Hum, "Motirô" é uma palavra indígena, tupi, e quer dizer "reunião de pessoas, de uma mesma tribo, para construir algo produtivo e positivo". Através desse conceito, seu integrante e idealizador DJ Hum convidou Lino Krizz para o projeto, e juntos decidiram aplicar o mesmo conceito ao hip hop e começaram a trabalhar com artistas convidados.
Em 2004, o grupo lança a canção "Senhorita", que alcançou sucesso a partir da data que foi lançada, sendo indicada nas categorias "Música" e "Videoclipe do Ano" no Prêmio Hutúz, e fez Cabal tornar-se "Revelação do Ano" da mesma premiação. Na sequência, o single estourou nas rádios jovens e levou o grupo a conquistar o Prêmio Multishow de "Artista Revelação", o "Ringtone de Ouro" da Ligaki por mais de 70 mil downloads da canção, e foi eleito pela revista DJ Sound como "Destaque de Rap Nacional" em 2005.
Em 2005, o grupo lança o seu álbum de estréia Um Passo à Frente: Episódio 1 pela EMI, que foi produzido por Hum, e tem uma mistura de ritmos e experimentalismos como marca. Contou com a participação de cantores de R&B, soul music, rappers e MCs, como: Cabal, Tio Fresh, Mara Nascimento, De La Souza, os irmãos Rogério Flausino (Jota Quest) e Wilson Sideral que tiveram participação especial no álbum de lançamento do grupo na faixa "Malandragem, Se Segure (Booty Ooty)".
Com a saída de C4bal, contratado pela Universal Music com contrato para gravar seu álbum solo, o grupo passou a ser comandado por DJ Hum e Lino Krizz.

## Integrantes completos
| Nome artístico  | Nome completo              | Instrumentos   |
| --------------- | -------------------------- | -------------- |
| DJ Hum          | Humberto Martins de Arruda | vocal          |
| Lino Krizz      | Cristiano Natalino         | vocal          |
| Tio Fresh       | Joaquim Roberto Dias       | vocal          |
| Mara Nascimento | Claudimara Nascimento      | vocal          |
| De La Souza     | Aildo Batista de Souza     | vocal          |
| —               | Hebert Cardoso Medeiros    | teclado        |
| Curumin         | Luciano Nakata Albuquerque | bateria        |
| —               | Jeferson Valério Caetano   | baixo          |
| —               | Michelli Abu Chacra Câmara | percussão      |
| —               | Marquinhos Trombone        | trombone       |
| —               | Sidney Barros              | trompete       |
| —               | Josue dos Santos           | saxofone       |
| —               | ?                          | vocal de apoio |

## Discografia
- 2005 - Um Passo à Frente: Episódio 1